# Мир посмертия в фантастике
Мир посмертия в фантастике (страна мёртвых, мир мёртвых, загробный мир, загробное царство, тот свет) — изображаемое в фантастике как особый локус загробное обиталище человеческой души. Анализ литературных произведений XX—XXI веков, преимущественно фэнтези, позволил литературоведу Е. Н. Ковтун описать мир посмертия как обособленную территорию, отграниченную от реальности (обители живых) и однозначно идентифицируемую автором и читателем. Эта территория обладает собственными пространственно-временными и ландшафтными характеристиками, климатом, населением, социальной организацией и системой норм поведения. Были названы инвариантные признаки повествования о мире посмертия, что позволило сделать вывод о существовании в фантастической литературе исследуемого периода единого «интертекста Мира Посмертия».

## Путешествие в мир посмертия и генезис фантастики
Среди исследователей распространено мнение, что в основе большей части романов фэнтези лежит сюжетная формула народной волшебной сказки; очевидно также, что морфология волшебной сказки (термин В. Я. Проппа) воссоздаётся в фэнтези отнюдь не полностью. Кроме того, высказывается мнение (Е. М. Неёлов), что научная фантастика также имеет волшебно-сказочные корни: её мир, создаваемый коллективными усилиями писателей-фантастов, во многом повторяет структуру, характер и функции фантастического мира фольклорной волшебной сказки:49.
Основой фабулы волшебной сказки первоначально был обряд инициации, игравший в архаичном обществе чрезвычайно важную роль. Фэнтези уже никак не связано с архаичным обрядом инициации, но архаичная ритуально-мифическая структура оказалась настолько жизнеспособной, что она сохраняется в форме многочисленных сюжетных мотивов, отдельных элементов, волшебных реалий, феноменов и персонажей. Цикл инициации, лежащий в основе сказки, сочетался также с циклом архаичных представлений о смерти, что вполне естественно для менталитета древнего мира, в котором культ мёртвых был самой древней формой верований. Древним значением пути героя в волшебной сказке было посещение царства мёртвых (волшебного мира тридевятого царства) и возвращение из него в повседневную реальную действительность. Сутью ритуала инициации считались вре́менная смерть героя и его пребывание в мире смерти, после чего он словно бы рождался заново, становясь новым человеком, присоединялся к коллективу взрослых мужчин. Фактически по своей семантике сказочный хронотоп представлял собой потустороннюю загробную магическую реальность.
При этом в романах фэнтези представления о волшебном мире обычно уже никак не ассоциируются с царством смерти, хотя загробная семантика волшебного мира иногда проявляется в ослабленной, рудиментарной форме, порой лишь в виде отдельных вкраплений в фабулу романа. Тем не менее иногда герои романов фэнтези путешествуют в мир посмертия: так, герой «Волшебника Земноморья» Урсулы Ле Гуин, волшебник Гед, в самом буквальном смысле отправляется в царство мёртвых и, как сказочный герой, возвращается оттуда в мир живых. В цикле о Дозорах Сергея Лукьяненко протагонист проникает в нижний мир, встречает там тени давно и недавно умерших магов и не только сам возвращается оттуда, но и освобождает души, чувствовавшие там себя как в западне. Аналогичный мотив можно встретить в ряде других фэнтезийных романов. Такие сюжетные коллизии представляют собой наследие архаичной фольклорной схемы, хотя и не связаны уже с воспоминаниями об инициальном ритуале.

## Инвариантные характеристики мира посмертия

### Локализация
По отношению к нашему реальному миру (обители живых) мир посмертия в фантастической литературе чаще всего находится под землёй и/или над землёй, что соответствует христианской традиции (К. С. Льюис «Расторжение брака», Дж. Бром «Потерянные боги», Р. Силверберг «У каждого свой ад», Р. Шекли «То, во что ты веришь», Х. Эллисон «Гитлер рисовал розы», В. Пелевин «Бубен Верхнего мира», Ю. Вознесенская «Мои посмертные приключения», А. Борисова «Там…», А. Бачило «Впереди — вечность», Ю. Зонис «Седьмое доказательство» и многие другие). Однако в некоторых произведениях присутствует и «горизонтальное» размещение: мир посмертия на дальних границах мира живых или в непосредственной близости от него. Если локализация мира посмертия — «дальняя», чаще всего это запад, нередко с семантическим усилением: Заокраинный Запад (Дж. Толкин «Сильмариллион»), Далёкий Запад, край, «где кончаются земли» (У. Ле Гуин «Техану»). «Близкая» локализация мира посмертия (соседний город, окраинный микрорайон) представлена в таких произведениях, как «Город за рекой» Г. Казака и «Малая Глуша» М. Галиной.
В ряде случаев миром посмертия оказывается неопределённая «труднодоступная местность» или «романтическая даль» (Р. Мерль «Мадрапур», М. Булгаков «Мастер и Маргарита», В. Пелевин «Чапаев и Пустота»). Порой местоположение мира посмертия экзотично: в Поясе астероидов (В. Крапивин «Полосатый жираф Алик»), центре Галактики (Б. Вербер «Империя ангелов»), в краю «за радужным мостом» (Я. Гжендович «Век волков»), «по другую сторону звёзд» (А. Линдгрен «Братья Львиное сердце»).
В некоторых произведениях мир посмертия вообще не соотносится с миром живых, представляя собой пространство, расположенное вне обычной реальности (Р. Янг «На реке», К. Брокмейер «Краткая история смерти», М. Фаррен «Джим Моррисон после смерти», В. Пелевин «Бэтман Аполло», М. и С. Дяченко «Баскетбол», С. Логинов «Свет в окошке»). Либо же он, напротив, выступает как составная часть мира живых — и при этом нередко персонажи, находящиеся в посмертном мире, уверены, что всё ещё продолжают жить (В. Пелевин «Вести из Непала», Ф. О'Брайен «Третий полицейский» и др.).

### Граница
Чаще всего для мира посмертия характерны чётко очерченные пределы, наиболее значимый из которых — граница между ним и обителью живых. В большинстве случаев это река (Г. Казак «Город за рекой», Р. Янг «На реке», Дж. Бром «Потерянные боги», М. Галина «Малая Глуша» и др.) либо другое водное пространство, например океан в эпопее о Средиземье Дж. Толкина или ручей в «Мастере и Маргарите» М. Булгакова. Роль сухопутной преграды нередко играет скалистый массив (У. Ле Гуин «Волшебник Земноморья», К. С. Льюис «Расторжение брака»), при этом в мир посмертия в некоторых случаях можно попасть через пещеру (Дж. Бром «Потерянные боги», М. и С. Дяченко «Слово Оберона»). Границей также порой является зеркало (Ж. Кокто «Орфей»), ложбина между холмами (В. Пелевин «Чапаев и Пустота»), туннель (М. Марр «Хранители могил»), занавес (А. Бестер «Ад — это вечность», Дж. Роулинг «Гарри Поттер и Орден Феникса») или просто бесформенное пространство, наполненное туманом (Р. Мэтисон «Куда приводят мечты»).

### Преодоление границы
Моменту перехода персонажа в мир посмертия обычно присуща двойственность. С одной стороны, авторами подчёркивается будничность происходящего — герой может прибывать в загробный мир на поезде (Г. Казак «Город за рекой»), автобусе (К. С. Льюис «Расторжение брака»), машине (С. Кинг «Чувство, которое словами можно выразить только по-французски»), на тачанке (В. Пелевин «Чапаев и Пустота»), на самолёте (Р. Мерль «Мадрапур», Л. Петрушевская «Два царства»), на корабле (Дж. Толкин «Сильмариллион»), на плоту (Р. Янг «На реке»), на лодке (М. Галина «Малая Глуша»), прийти пешком (У. Ле Гуин «Волшебник Земноморья», Дж. Бром «Потерянные боги»), приехать на лыжах (Г. Джойс «Безмолвная земля»), А. Григоренко «Мэбэт. История человека тайги»). Иногда применяется левитация (Б. Вербер «Империя ангелов», А. Борисова «Там…»), мгновенный перенос (В. Крапивин «Полосатый жираф Алик», Р. Мэтисон «Куда приводят мечты») и другие необычные способы путешествий.
С другой стороны, при переходе персонаж может испытывать необычные эмоции или переживать ощущение, что природа окружающего мира внезапно изменилась, как, например, в романах Ф. О'Брайена «Третий полицейский» («У меня возникло впечатление, что дневное освещение с невероятной скоростью сменилось вечерним и что резко изменилась температура»), В. Пелевина «Чапаев и Пустота» («Какая-то зрительная судорога прошла по моим глазам…. холмы, летний вечер — все это исчезло; вокруг была густая тьма, и в этой тьме… горели яркие пятна костров»), М. Галиной «Малая Глуша» (невежественный лодочник вдруг обращается к герою на языке высокой науки). Благодаря указанию на необычность ощущений читатель распознаёт переход персонажа в загробный мир, невзирая на то, что происходящее кажется обыденным.
В некоторых из текстов присутствует особая Зона Перехода, представляющая собой промежуточное пространство между обителью живых и миром мёртвых. При этом подчёркивается неокончательность смерти и нерешённость судьбы персонажа: из Зоны можно попасть как вперёд, в собственно мир посмертия, так и назад, в мир живых. Зона Перехода может выглядеть нарочито обыкновенно (коридор и кабинет неведомого офиса в «Загробной жизни» С. Кинга, железнодорожный вокзал в «Гарри Поттере и Дарах Смерти» Д. Роулинг, остров на реке в «Мэбэте» А. Григоренко) или же очень причудливо (полуразрушенный город в «Чёрном пальто» Л. Петрушевской, горнолыжный курорт, покинутый людьми, в «Безмолвной земле» Г. Джойса, внутренность Полой Земли в романе А. Старобинец «Первый отряд. Истина»).

### Проводник
Функции встречающего, проводника, наставника, экскурсовода нередко выполняет особый персонаж, необходимый, чтобы помочь герою с переходом в мир посмертия и привыканием к новым условиям бытия. К таким персонажам относятся Джордж Макдональд в «Расторжении брака» К. С. Льюиса, дядюшка Альберт в «Куда приводят мечты» Р. Мэтисона, Эмиль Золя в «Империи ангелов» Б. Вербера, дед героини в «Моих посмертных приключениях» Ю. Вознесенской. В некоторых случаях проводником служат животные: дельфин в романе «Первый отряд. Истина» А. Старобинец, медведь — в «Мэбэте» А. Григоренко.

### Посмертный суд
Вскоре после прибытия в загробный мир определяется судьба героя. В нравственно ориентированных моделях мира посмертия участь героя предопределена его поведением в земной жизни, в нейтральных же моделях ему самому приходится выбирать, где обитать и чем заняться в посмертной жизни. Выбор посмертной участи порой происходит в ходе беседы с чиновником потусторонней канцелярии (С. Кинг «Загробная жизнь», А. Лях «Синельников на том свете»), наставником (Р. Мэтисон «Куда приводят мечты») или другим умершим (Ф. О'Брайен «Третий полицейский»), либо же участь героя может решаться в ходе импровизированного судилища (Б. Вербер «Империя ангелов») или встречи с фантастическим существом-демиургом (А. Борисова «Там…»).

### Хронотоп мира посмертия
В пространственно-временном отношении загробные миры, созданные писателями-фантастами, очень разнообразны. Эти миры могут включать в себя лишь считанные метры: комнату (Ж.-П. Сартр «За закрытыми дверями»), квартиру (У. Ле Гуин «Мелочь»), спортивную площадку (М. и С. Дяченко «Баскетбол») или же быть протяжённее: троллейбусный парк (В. Пелевин «Вести из Непала»), горная долина (А. Линдгрен «Братья Львиное сердце»), городской микрорайон (М. Галина «Малая Глуша»). К масштабным вариантам мира посмертия относятся побережье реки в рассказе «На реке» Р. Янга, сельская местность в «Третьем полицейском» Ф. О'Брайена, Страна Мёртвых в цикле о Земноморье У. Ле Гуин.
Также среди различных миров посмертия встречаются обширные миры с большим разнообразием ландшафтов (в романах Б. Вербера, Дж. Брома, М. и С. Дяченко). А у некоторых авторов, в частности у Р. Мэтисона, М. Фаррена, Ю. Вознесенской, загробный мир расширяется до масштабов вселенной, включая «небеса» для праведников, «адские» зоны для грешников и бесконечные пространства, в которых обитают люди не безгрешные, но и не вконец испорченные.
При создании «райской» модели мира посмертия авторы делают акцент на красоте и изобилии его природных ресурсов, изображая, как правило, облагороженные естественные ландшафты Земли с преобладанием пейзажей умеренного климатического пояса. К устойчивым приметам вымышленного «райского» ландшафта относятся равнина (луг, поляна, долина), холмы, водная гладь (река, озеро, ручей), сочная трава, цветущие кустарники и деревья. Примеры: Долина Вишен и Долина Терновника в повести А. Линдгрен «Братья Львиное сердце»; «обители… сады и башни» богов-валаров посреди равнины в «Сильмариллионе» Дж. Толкина; лужайки, цветы и деревья в романе Р. Мэтисона «Куда приводят мечты». Города в «райской» модели загробного мира обычно невелики и привлекательно несовременны. Для создания возвышенного настроя порой используется экзотический пейзаж: чаще всего океан (или море) и величественные горные массивы («у берегов моря… Пелори, горы Амана, выше их нет гор на Земле» — в «Сильмариллионе» Дж. Толкина; высокие горы, окружающие Долину Вишен, в «Братьях Львиное сердце» А. Линдгрен).
В «отрицательной» же версии мира посмертия, либо напрямую соотносимой с преисподней, либо вызывающей у читателя более или менее отчётливые «адские» ассоциации, нередко присутствуют экзотические ландшафты, цель изображения которых — внушить тревогу, отвращение, страх (пустынная местность с поверхностью, покрытой толстым слоем пыли, в романе «Мадрапур» Р. Мерля, бесконечная чёрная равнина с кострами в «Чапаеве и Пустоте» В. Пелевина, гигантские скалы в «Потерянных богах» Дж. Брома, усыпанный костями бескрайний «мир багрового неба» в «Книге кладбищ» Н. Геймана). Мрачный колорит возникает благодаря таким характеристикам, как тьма, холод, безмолвие, отсутствие живых существ. Однако нередко присутствуют и подчёркнуто лишенные экзотики бытовые зарисовки, намного более часто, чем романтические локусы, присутствующие в «отрицательной» версии загробного мира: изображение, в противовес «сельской» модели «райского»
мира посмертия, промышленных пейзажей, городских трущоб, унылых предместий, запущенных жилищ (примеры — рассказ М. Суэнвика «Платье её из ярчайшего пурпура», романы Г. Казака «Город за рекой», К. Брокмейера «Краткая история смерти», Дж. Брома «Потерянные боги»).
Вариация мира посмертия — загробный мир, для которого характерен подчёркнуто временный и переходный характер пребывания в нём умерших. Этот вариант — отголосок представлений о католическом чистилище или специальном участке ада, где, согласно учению православной церкви, находятся души, чья посмертная участь ещё не решена. В этой версии мира посмертия, как и в «адской», чаще всего царят уныние и бесприютность (пустынная местность, в которой пребывает Пилат в «Мастере и Маргарите» М. Булгакова; бескрайняя равнина, где стоят бесконечные шеренги умерших в ожидании Страшного суда, в рассказе С. Лукьяненко «Глухой телефон»). Этот вариант загробного мира нередко предстаёт как относительно узкое, вытянутое в длину пространство — символ или замещение дороги (так, в рассказе Р. Янга «На реке» мир мёртвых изображается как неторопливо текущая река, несущая героев к «последнему пределу» — огромному водопаду; в «Загробной жизни» С. Кинга — как коридор; в рассказе Н. Геймана «Другие люди» — как длинная комната, похожая на коридор; в повести А. Бестера «Ад — это вечность» — как подвал). В некоторых случаях дорога как знак ухода и возвращения описывается авторами и прямо, без замещений и смысловых кулис (например, В. Крапивин «Полосатый жираф Алик»).

### Роль фантастики в изображении мира посмертия
Большинство особенностей загробного мира — ландшафты, интерьеры, детали одежды и быта — изображаются авторами реалистично. Во многих случаях мир посмертия является лишь фоном для развития действия, и в этих случаях декорации, как правило, выглядят привычно. И лишь тогда, когда авторы стремятся подчеркнуть сверхъестественную природу загробного царства, они используют фантастические образы, масштаб и роль которых в тексте существенно различаются: от единственной (но очень весомой) детали посмертного бытия до его основной (сущностной) характеристики. Ключевую роль в построении мира посмертия фантастика обычно играет в тех его моделях, в которых авторы делают акцент на искусственности (иллюзорности) природы загробного мира (М. Фаррен «Джим Моррисон после смерти», В. Пелевин «Бэтман Аполло», С. Логинов «Свет в окошке», А. Бестер «Ад — это вечность» и др.).
К фантастическим деталям, служащим для того, чтобы отличить мир посмертия от обычного мира, относятся специфическая материальность мира посмертия (особая «весомость» деталей райского ландшафта в «Расторжении брака» К. С. Льюиса), изменение «телесности» умершего (Ю. Вознесенская «Мои посмертные приключения»), пространственные парадоксы (бескрайняя чёрная равнина в романе «Чапаев и Пустота» В. Пелевина, странным образом умещающаяся в ложбине между холмами), необычное освещение («свет без солнца» в романе Р. Мэтисона «Куда приводят мечты»), отсутствие в загробном мире растений, животных и других живых существ (цикл о Земноморье У. Ле Гуин, Л. Петрушевская «Чёрное пальто», Р. Мерль «Мадрапур») либо же, наоборот, наличие сверхъестественных существ (Дж. Бром «Потерянные боги»).
Загробные миры, изображённые в фантастике, редко обходятся без субъектов сверхъестественной природы. Чаще всего встречаются боги, ангелы, духи, демоны, черти. Порой встречается и антропоморфная Смерть (у Ж. Кокто). Разнообразие версий очень велико — от минимализма В. Крапивина до безудержной фантазии Дж. Брома, в загробном мире которого обитают и языческие боги, и демоны христианского ада.
К группе устойчивых мотивов, связанных с «райским» локусом загробного мира, относятся вечное лето (весна), неиссякаемое изобилие, здоровье. В мире посмертия земные болезни исчезают бесследно (так, в «Загробной жизни» С. Кинга, романе «Свет в окошке» С. Логинова герои, умерев, избавляются от раковой опухоли).

## Базовые модели мира посмертия

### Этическая ориентация
Чаще всего для созданных писателями-фантастами вариантов загробного мира характерны нравственная ориентация и наличие внутри него позитивных и негативных локусов, в которых находятся, соответственно, праведники и грешники. Самые употребительные названия этих локусов, взятые из христианской мифологии, в ряде случаев присутствуют уже в названиях произведений (О. Синицын «Небо», А. Бестер «Ад — это вечность», Р. Силверберг «У каждого свой ад» и др.).
В моделях, более сложных с этической точки зрения, существуют промежуточные зоны между высшими («райскими») и низшими («адскими») слоями, пребывание в этих зонах прямо зависит от степени духовного развития умершего. По мере того, как человеческая душа взрослеет и просвещается, она постепенно движется по вертикали такого многослойного мира посмертия (Р. Мэтисон «Куда приводят мечты», Б. Вербер «Империя ангелов»).
Также существует немалое количество текстов, главным образом относящихся к новейшей фантастике, где присутствует нравственно нейтральная модель мира посмертия, сходная с реальностью. Обстоятельства посмертного бытия, характеры жителей мира посмертия и поступки, ими совершаемые, не имеют однозначного отношения к абсолютизированным «добру» и «злу», а нормы морали, действующие в загробном мире, близки к нравственным принципам, которых придерживаются авторы произведений (К. Брокмейер «Краткая история смерти», В. Пелевин «Бэтман Аполло», С. Логинов «Свет в окошке», С. Кузнецов «Живые и взрослые» и др.).

### Опорная мифология
В основе авторских версий мира посмертия чаще всего лежат сюжеты и образы ведущих мировых религий, распространённых мистических учений и оккультных практик. В частности, христианские мотивы находят отражение в произведениях К. С. Льюиса, Б. Вербера, Р. Шекли, М. Суэнвика, Х. Эллисона, М. Булгакова, В. Крапивина («Прохождение Венеры по диску солнца»), М. Галиной, Ю. Вознесенской и многих других авторов. В произведениях Р. Мерля, Р. Силверберга, Р. Мэтисона, В. Пелевина, А. Борисовой присутствуют элементы буддизма, индуизма и восточной эзотерики. Порой также заимствуются образность и символика античной мифологии (Дж. Бром, Г. Л. Олди, М. Галина). Реже встречаются другие варианты язычества: элементы скандинавской мифологии (Я. Гжендович) и кельтской мифологии (Дж. Толкин), шаманизма (В. Пелевин «Бубен Верхнего мира», А. Григоренко «Мэбэт»).
Распространены также и не привязанные к конкретным мифологиям индивидуально-авторские версии мира посмертия: миры У. Ле Гуин, Г. Казака, Ж. Кокто, А. Линдгрен, C. Кинга, Р. Янга, Ф. О'Брайена, Р. Мэтисона, М. Фаррена, К. Брокмейера, Н. Геймана, С. Логинова («Свет в окошке»), В. Крапивина («Полосатый жираф Алик»), Л. Петрушевской, О. Токарчук и др. Однако, несмотря на явную индивидуальность таких вымышленных миров и их, казалось бы, подчёркнутую непохожесть друг на друга, эти вымышленные миры часто повторяют и иллюстрируют очень древние архетипы «общечеловеческого» мышления и имеют отчётливые параллели в фольклоре, в чём легко убедиться даже при беглом сопоставлении мотивов и сюжетов таких произведений с устными народными преданиями о посмертном мире. Тем не менее эти архетипы представлены в данных текстах в обобщённом и переосмысленном виде, и потому в ряде случаев персонажи книг долго не могут «сориентироваться» в загробном мире, не вызывающем знакомых ассоциаций, и порой долго не осознаю́т даже факт собственной смерти.

### Коллективные и индивидуальные модели мира посмертия
В большинстве случаев мир посмертия — такая же объективная реальность для персонажей фантастического произведения, как и земная жизнь, а сам загробный мир является пристанищем для всех умерших, то есть для людей самых разных эпох и стран. Эти модели загробного мира можно назвать коллективными. В их числе — миры посмертия, для которых характерна сложная география. Часто встречается такое разграничение миров посмертия, при котором отдельные области мира предназначены для представителей разных эпох и цивилизаций. Например, в повести Р. Силверберга «У каждого свой ад» в преисподней пребывают одновременно царь древнего Урука Гильгамеш, Юлий Цезарь и Адольф Гитлер, и каждый из них обитает в собственной зоне ада, воспроизводящей привычные ему условия земной жизни. В романе «Свет в окошке» С. Логинова в огромном городе мёртвых присутствуют русские, европейские, американские и т. п. кварталы.
Кроме исторического, существуют и другие принципы членения территории коллективного мира посмертия — например, в зависимости от возраста (В. Крапивин «Полосатый жираф Алик», где в Пояс Астероидов попадают лишь дети) или нравственный принцип, когда те или иные локусы соответствуют грехам или чаяниям умерших (Р. Шекли «Сделка с дьяволом», А. Бачило «Впереди — вечность»). Загробный мир может делиться как на локусы для «праведников» и «грешников» в понимании христианской или более ранней (египетской или греческой) мифологии, так и на локусы для любых «избранных», противопоставленных остальным (в частности, Валгалла — мир посмертия для воинов в произведениях Я. Гжендовича и В. Пелевина). В основе ряда сюжетов лежит допущение, что после смерти каждому воздаётся по его вере (С. Кинг «Чувство, которое словами можно выразить только по-французски», А. Борисова «Там…»).
Но всё чаще писатели-фантасты создают варианты загробного мира, индивидуализированные по отношению к персонажам, в той или иной мере являющимся творцами этого мира. Так, в рассказе О. Рэйн «Солнце мое» фигурирует мир посмертия как фантазия погибшей девушки. В «Гарри Поттере и Дарах Смерти» Дж. Роулинг герой сам декорирует свое посмертие, предстающее в виде упрощённой копии лондонского вокзала Кингс-Кросс. В произведениях А. Бестера, Р. Мэтисона, М. Фаррена, В. Пелевина («Бэтман Аполло») герои тоже сами создают для себя посмертные вселенные. В таких мирах посмертия могут обитать и люди, и разнообразные фантастические существа, однако они представляют собой лишь плод воображения главных героев.

## Сюжетно-композиционные схемы повествования о мире посмертия

### Путь Орфея
Сюжетно-композиционная схема, в рамках которой герой попадает (обычно ещё при жизни) в загробный мир с целью вывести оттуда ранее умерших близких людей. Отзвуки мифа об Орфее в той или иной мере встречаются в произведениях Дж. Толкина (путешествие Лутиэн в Валинор, чтобы «отменить» смерть её возлюбленного Берена), Г. Казака (в городе мёртвых герой обнаруживает бывшую возлюбленную), У. Ле Гуин (попытка Геда вызвать из загробного мира душу прославленной правительницы древности Эльфарран). Полная сюжетная развёртка мотива присутствует в «Орфее» Ж. Кокто, у О. Рэйн (путешествие обладающей особым талантом «летум-ке» героини в загробный мир за душой убитой Яны) и в «Малой Глуше» М. Галиной.

### Странствия героя
Эта сюжетно-композиционная схема встречается в текстах А. Линдгрен, К. Брокмейера, Б. Вербера, Дж. Брома, М. Фаррена, С. Логинова, В. Крапивина. В какой-то мере (сочетаясь с этико-философской проблематикой) она присутствует в произведениях Г. Казака, Р. Мэтисона, К. С. Льюиса, Ф. О'Брайена и др. При этом использован присущий эпической фэнтези принцип квеста — герой путешествует по различным локусам мира посмертия и вовлекается в местные события и конфликты. В то время как в сюжетах, соотносимых с мифом об Орфее, для проникновения в загробный мир необходим врождённый талант, специальная подготовка или наличие особого проводника, в рамках данной сюжетно-композиционной схемы герой попадает в мир посмертия чаще всего «естественно», в результате смерти.
Данная сюжетно-композиционная схема обеспечивает интенсивное развитие действия, однако оборотная её сторона, если эта схема является единственной или ведущей, — нивелировка фантастической посылки: загробный мир в глазах читателя постепенно утрачивает мистическую загадочность и начинает восприниматься как характерная для фэнтези «иная вселенная», обладающая своими (часто клишированными) законами и обитателями, как, например, в романах Дж. Брома, Б. Вербера, Т. Уильямса, В. Крапивина, Г. Л. Олди, но особенно — в «Слове Оберона» М. и С. Дяченко, где в мире мёртвых обнаруживается традиционный для эпической фэнтези условно-средневековый мир, экзотические правители которого ведут между собой бесконечные войны.

### Ошибка, миссия и случай
Нередко встречаются сюжеты, связанные с преждевременным уходом в загробный мир персонажей, чей земной путь ещё не закончен. Это может случиться в результате воздействия злой воли (демиурга, демона, мага) либо может оказаться особой миссией персонажа (который должен каким-то образом повлиять на ход событий в посмертном мире или, вернувшись оттуда, сообщить об увиденном в загробном мире живым), может явиться наказанием персонажа за «неправильное» (греховное) поведение или ошибкой, тем или иным «сбоем» в естественном порядке вещей (К. С. Льюис «Расторжение брака», Д. Ковачевич «Сборный пункт», В. Пелевин «Чапаев и Пустота», А. Старобинец «Первый отряд. Истина» и др.). Или же может произойти и совершенно случайное попадание в загробный мир ещё не умерших людей — например, пытающихся спастись от земных невзгод (А. Дашков «Чёрный „Ровер“, я не твой») либо оказавшихся невольными участниками игр инфернальных сил (Я. Гжендович «Век волков»).

### Проницаемость и стирание границы между мирами живых и мёртвых
Мотив проницаемости, а порой и стирания границы между миром живым и посмертным миром в ряде случаев является сюжетообразующим. Произойти такое событие может в результате катастрофы либо действий злых сил человеческой или сверхъестественной природы. Примеры — последняя часть трилогии «Волшебник Земноморья» У. Ле Гуин и её же роман «На иных ветрах» (также из цикла о Земноморье); роман М. и С. Дяченко «Слово Оберона». Совмещение миров таит угрозу не только нарушения вселенского равновесия, но и проникновения мёртвых в царство живых — мотив, присутствующий у Ж. Кокто, У. Ле Гуин, Дж. Брома, Р. Мэтисона, В. Пелевина, М. Галиной.

### Нравственный урок
В произведениях, для которых характерна данная сюжетно-композиционная схема, исследуется готовность или неготовность персонажа к переходу в загробный мир, а также то, в какой мере «правилен» его жизненный путь. Этот мотив встречается в текстах К. С. Льюиса, Р. Янга, Р. Мэтисона, Р. Мерля, Н. Геймана («Другие люди»), Р. Шекли («То, во что ты веришь»), Ю. Вознесенской. Благодаря использованию этой схемы создаётся возможность максимального заострения нравственной проблематики. Находясь в мире посмертия, персонажи мысленно возвращаются к прожитым годам, заново оценивают свои поступки и отношение к себе других людей.

### Испытание героя
Эта схема сходна со схемой, названной «Нравственный урок», но отличается от неё большей заострённостью темы своеобразной «инициации», испытания персонажа смертью и посмертным опытом, которые нередко полностью изменяют его характер и воззрения. Так, внутренне преображаются проведший века в посмертных размышлениях Понтий Пилат в «Мастере и Маргарите» М. Булгакова; посетивший загробный мир Мэбэт в романе «Мэбэт» А. Григоренко; побывавший в Городе за рекой персонаж «Города за рекой» Г. Казака. В некоторых случаях именно и только загробный мир парадоксально способен дать героям возможность духовного роста (А. Линдгрен «Братья Львиное сердце», В. Крапивин «Полосатый жираф Алик», О. Токарчук «Последние истории»).
С «испытанием смертью» тесно связан мотив возмездия за совершенные персонажем прегрешения, звучащий в «Расторжении брака» К. С. Льюиса, «Мастере и Маргарите» М. Булгакова, в романе «Бэтман Аполло» В. Пелевина, произведениях Ю. Вознесенской и О. Рэйн.
Испытание героя — возможно, наиболее древний мотив повествования о мире посмертия, поскольку этот мотив ведёт свое происхождение от фольклорной волшебной сказки, которая, в свою очередь, восходит, как считает ряд исследователей (В. Я. Пропп и др.), к архаическому ритуалу инициации. С этим связан присутствующий в ряде текстов о загробном мире мотив взросления персонажа, порой выступающий даже в явной форме, то есть предполагающий физическое и психологическое «вырастание» героя, его переход от детства к осознанному («взрослому») существованию. Например, психологически взрослеют, одолевая вселенскую Дорогу, персонажи романа «Полосатый жираф Алик» В. Крапивина. «Книга кладбищ» Н. Геймана, являющаяся аллюзией на «Книгу джунглей» Р. Киплинга, повествует о выращивании и воспитании живого младенца мёртвыми обитателями некрополя, подобно тому как Маугли воспитывают дикие животные.
Но чаще всего мотив взросления носит метафорический характер: имеется в виду взросление духовное, проявляющееся главным образом в переоценке героем прижизненных нравственных ценностей.

## Смысл пребывания в мире посмертия и судьбы персонажей
Ключевой момент в повествовании о мире посмертия — поиск ответа на вопрос о смысле (предназначении) посмертной жизни. С этим вопросом связаны различные авторские концепции долготы (конечности или бесконечности) и динамики (статичности или изменчивости) пребывания в загробном мире.

### Преходящее посмертие
Существуют три основных трактовки допущения о «конечном» (преходящем) посмертии. Согласно одной из этих трактовок загробный мир — часть тварной вселенной (космоса), когда-то извлечённой из небытия (хаоса) по воле демиурга. При этом мир посмертия, как и космос в целом, имеет конец и будет существовать лишь до момента окончательного исполнения божественного замысла. Классическое воплощение этой трактовки мира посмертия присутствует в эпопее Дж. Толкиена («Сильмариллион»).
Несколько иная версия той же трактовки обнаруживается в произведениях Г. Казака и У. Ле Гуин. Г. Казаком описаны два этапа посмертного бытия: начальный (умершие пребывают в полуразрушенном городе) и последующий (души путешествуют по безжизненной равнине, утрачивая воспоминания, индивидуальность, форму и подвергаясь окончательному распаду с последующим возрождением в вечном круговороте жизни). Согласно У. Ле Гуин, Страна Мёртвых с её обитателями, немыми и беспамятными, представляет собой нарушение естественного порядка вещей из-за «неправильного» (несправедливого) договора между людьми (магами) и драконами (прародителями человечества), заключённого в далёком прошлом. После расторжения договора загробный мир разрушается и умершие обретают возможность вернуться в естественный цикл умирания и рождения.
По ещё одной версии «конечной» природы мира посмертия, оно является своеобразной «прихожей», стартовой площадкой для последующей «окончательной смерти» (В. Пелевин «Вести из Непала» и «Фокус-группа», О. Онойко «Некромантисса» и др.). Функцию «начального» мира посмертия порой выполняет Зона Перехода, внешне совсем не отличимая от реальности (Г. Джойс «Безмолвная земля», Р. Янг «На реке», Л. Петрушевская «Чёрное пальто», А. Григоренко «Мэбэт»). Согласно данной версии, персонажи нередко имеют возможность выбора: они могут выбрать «окончательную смерть» либо же вернуться в обитель живых.
Ещё один вариант этой же модели — допущение о множественности миров посмертия (А. Линдгрен «Братья Львиное сердце», С. Кузнецов «Живые и взрослые»). В рамках этого варианта из «первого» загробного мира можно перейти в следующий — и так до бесконечности. Цели существования в подобных мирах посмертия варьируются (восстановление справедливости, попранной при жизни или в «предыдущем» загробном мире, возможность исправить допущенную ранее ошибку и т. п.), но в целом такие произведения привлекают читателя сюжетным разнообразием, возможностью бесконечных приключений.
Другая из основных трактовок преходящего посмертия зиждется на допущении о реинкарнации — повторном воплощении человеческой души в земном мире (или даже цепочке этих воплощений), как, например, в рассказе С. Кинга «Загробная жизнь» или в романе В. Пелевина «Бэтман Аполло». Так, в рассказе Кинга умершему сообщает «потусторонний» чиновник, что его ожидает, в зависимости от его выбора, или окончательное исчезновение, или возвращение (в очередной раз в череде не поддающихся исчислению таких возвращений) в уже прожитую жизнь — со всеми её ошибками и преступлениями. В романе Пелевина реинкарнация представляет собой освещение (вновь) божественным светом «анимограммы» — особой «психологической матрицы» умершего. При подобной трактовке мир посмертия — это лишь пауза между бесчисленными мало различающимися или идентичными повторными рождениями.
Третья трактовка сочетает в себе первые две (например, в романе Р. Мэтисона «Куда приводят мечты», цикле Б. Вербера «Танатонавты»). Пребывание в загробном мире между земными воплощениями предназначено, чтобы переосмыслить прошлый опыт и подготовиться к реинкарнации. Нравственные уроки, которые можно извлечь из событий земной жизни, совершенствуют душу, и она может вырасти настолько, что выпадет из цепи перерождений и в конечном счёте сольётся с демиургом. Отличие этой трактовки от предыдущей — обретение повторяющимися реинкарнациями общего смысла, заключающегося в духовном росте, то есть происходит движение не по кругу, а по спирали.

### Бесконечное посмертие
Из вариантов такого посмертия значимы прежде всего два: «линейный» и «векторный». При «линейной» трактовке судьба персонажа и облик мира посмертия остаются неизменными с момента определения загробной участи души. Источник данной трактовки — традиционные религиозные представления о «вечном блаженстве» или «вечных муках» в «райском» или «адском» локусах загробного мира (Ж.-П. Сартр «За закрытыми дверями», А. Бестер «Ад — это вечность», Р. Силверберг «У каждого свой ад», Н. Гейман «Другие люди», А. Бачило «Впереди — вечность», Ю. Зонис «Седьмое доказательство» и др.).
»Линейная» версия «посмертной вечности» присутствует, в частности, в рассказе «Баскетбол» М. и С. Дяченко, где совершивший самоубийство герой обязан бесконечно участвовать в баскетбольном матче в присутствии инфернальных «болельщиков», снова и снова карающих за промахи физическим уничтожением, за которым следует «воскрешение», и в рассказе С. Кинга «Чувство, которое словами можно выразить только по-французски», где погибшие в авиакатастрофе герои снова и снова стремятся по дорогам Калифорнии попасть на курорт — но не доезжают и обращаются в прах.
При «векторной» трактовке вечность рассматривается как направленное отрицательное или положительное развитие. В случае отрицательного развития посмертие предстаёт в качестве постепенного распада личности, приводящего к окончательному исчезновению (А. Невилл «Номер 16»,  С. Логинов «Свет в окошке»). При положительном развитии происходит прогрессивная эволюция персонажа, его духовный рост, который, однако, уже не связан с повторным возвращением в мир живых, что отличает эту трактовку от «преходящих» версий загробного бытия. В этих моделях внутренние перемены, совершающиеся с персонажем, проявляются как его постепенный уход всё дальше «вглубь» мира посмертия, куда автор и читатели уже не могут последовать за ним (К. С. Льюис «Расторжение брака», Р. Мэтисон «Куда приводят мечты», Ю. Вознесенская «Мои посмертные приключения»).

## Функциональность образа мира посмертия
Цель повествования о продолжении бытия души в мире посмертия — не только попытка удовлетворить стремление людей во что бы то ни стало заглянуть за смертную грань. Во-первых, связанная с образом мира посмертия проблематика позволяет раскрыть и наглядно представить сложность и многомерность мироздания, которое трактуется и в природно-физическом, и в философско-метафорическом ключе. Иные планы бытия, создаваемые авторской фантазией, формируют в сознании читателя дополненную (по сравнению с обычным жизненным опытом) картину мира, вызывают у читателя представление о бесконечно более разнообразной, чем привычная реальность, «высшей» и «истинной» реальности. Такая «сверхцель» оправдывает и само существование волшебной фантастики (фэнтези), и её устойчивую популярность у многочисленной взрослой аудитории.
Во-вторых, в тех произведениях, где изображается величественная и бесконечная спираль движения личности по ступеням нравственной эволюции (в том числе в посмертном мире), максимально выразительно воплощается вера в мощь человеческого духа, который стремится и способен подняться до «равной богам высоты». В-третьих же, основной посыл повествования о мире посмертия — утверждение ценности земной жизни в качестве пускай и краткого, но во многих смыслах определяющего этапа бесконечного «космического» существования личности. С этим связан и очень характерный для лучших произведений о загробном мире призыв к обретению человеком осмысленности (осознанности) собственного земного бытия, и акцент на недопустимости насильственного прерывания жизни, в том числе самоубийства. Таким образом, повествование о посмертном мире представляет собой утверждение ценности жизни, осознанной из перспективы смерти.